# Robert Sussman
Robert Wald Sussman (né le 4 juillet 1941 - mort le 8 juin 2016) est un anthropologue américain et professeur à l'Université Washington de Saint-Louis. Ses recherches portent sur l'évolution du comportement des primates et des humains, et il s'intéresse à la race en tant que construction sociale. Il est membre de l'Association américaine pour l'avancement des sciences.

## Biographie
Robert Sussman est né à Brooklyn, New York, en 1941. Il obtient ses diplômes de premier cycle et de maîtrise à l'Université de Californie à Los Angeles, et il obtient son doctorat en anthropologie à l'Université Duke en 1972 sous la direction de John Buettner-Janusch. Après avoir brièvement enseigné au Hunter College de New York, il devient membre du corps professoral de la WUSTL.
L'intérêt de Robert Sussman porte sur l'évolution du comportement chez les primates, et il est reconnu pour son travail sur les lémuriens de Madagascar. Il déclare que l'étude du comportement des primates améliorerait la compréhension du comportement humain. Dans les années 1990, il est rédacteur en chef de la revue American Anthropologist. Il est nommé membre de l'Association américaine pour l'avancement des sciences en 2000, et il a ensuite présidé la section H de l'AAAS (Anthropologie).
En 2014, il écrit Le mythe de la race : la persistance troublante d'une idée non scientifique. Dans ce livre, il décrit la race comme une construction sociale plutôt qu'une réalité fondée sur la science. Un livre antérieur, Man The Hunted: Primates, Predators and Human Evolution (co-écrit avec Donna Hart), affirme que l'homme primitif a évolué comme proie plutôt que comme chasseur.
Il décède à son domicile le 8 juin 2016, peu de temps après être sorti de l'hôpital après un accident vasculaire cérébral. En 2018, l'AAAS crée le prix Robert W. Sussman pour les contributions scientifiques à l'anthropologie.